# 福元まりあ
福元 まりあ（ふくもと まりあ）は、日本放送協会（NHK）の所属女性アナウンサー。

## 経歴・人物
埼玉県浦和市（現：さいたま市浦和区）出身。浦和ルーテル学院中学校・高等学校を経て慶應義塾大学総合政策学部卒業。
中学校時代は国税庁と全国納税貯蓄組合連合会が主催する「平成27年度 中学生の『税についての作文』」に応募し、関東信越国税局管内納税貯蓄組合連合会会長賞入選作品に選出された経歴を持つ。
高等学校時代に実用英語技能検定準一級を取得し、二年の時にはAIU損害保険主催の国際交流プログラムに参加し、アメリカ合衆国へ渡って国際連合本部（ アメリカ合衆国・ニューヨーク）への表敬訪問などを行う一方、現地のスクールボーイらとの討論会に参加するなどの日程をこなしている。また『高校生新聞』の記者として千葉工業大学への取材を敢行し、自ら筆を執って書き記した記事が掲載されたこともある。
高校卒業後は慶應義塾大学総合政策学部に進学。ゼミは清水唯一朗研究室に所属。また大学での活動と並行してアナウンススクール「テレビ朝日アスク」に通い、学生キャスターとして『AbemaNews』に出演した経歴を持つ。
大学2年次の2020年11月にはさいたま市商工業イメージアップキャラクター「さいたま小町」の13代目に選出され、それと同時にさいたま市観光大使にも任命され、このふたつの大役を1年間勤め上げた。
2023年4月、大学卒業と同時に日本放送協会に入職。新人研修を経て同年6月に名古屋放送局にアナウンサーとして配属され、初任地で1年間勤務。
2024年4月の人事異動で富山放送局に異動。
2025年4月の改編では夕方枠ローカルニュース番組『ニュース富山人』キャスターに起用された。

## 担当番組

### 富山放送局時代
現在
- ニュース富山人 - キャスター（2025年3月31日 - ）

過去
- 第106回全国高等学校野球選手権大会富山大会決勝戦「富山県立富山商業高等学校 対 富山県立富山北部高等学校」 - スタンドリポーター（2024年7月27日）[13]
- あさイチ - 「愛でたいnippon 富山の旅」（2025年5月8日）[14]

### 名古屋放送局時代
過去
- 愛知県のニュース（テレビ・ラジオ）

## その他
- 特集ドラマ『コトコト〜おいしい心と出会う旅〜富山編』 放送記念トークショー - 司会（2024年12月22日：富山県民会館）[15]